# StatCVS
StatCVS是用Java编写的一个开源程序，用来生成关于CVS模块的图形报表。例如，它能够显示检入版本库次数最多的程序员，显示随着时间变化整个模块和单独文件夹的代码行（LOC）的发展。
StatCVS利用JFreeChart来生成图表。StatCVS在GNU通用公共许可证下授权。
而StatSVN针对Subversion版本库，像StatCVS那样生成报表。